# December Back 2 June
December Back 2 June é uma canção da cantora e compositora americana Alicia Keys. Foi lançada como primeiro single de seu nono álbum de estúdio, Santa Baby.

## Composição
"December Back 2 June" foi escrita por Keys, Tayla Parx, Em Walcott, Joshua Conerly, Thomas Lumpkins e produzida por Tommy Parker e NG Josh.

## Videoclipe
O videoclipe mostra Keys dando uma festa em sua casa, celebrando a vida ao lado da familia e amigos. O video contém a participação de amigos famosos como: Keke Palmer, Tierra Whack, Jason Bolden, Lenny S e seu marido,  o produtor Swizz Beatz. Foi lançado em 4 de Novembro de 2022 em seu canal oficial do Youtube.

## Recepção da Crítica
Rachel Brodsky do portal Stereogum, elogiou dizendo que "Keys entrou no modo Soul Train dos anos 70 com o primeiro single do seu novo disco, que a faixa em camadas (mas não sobrecarregada) tem jingles, scooby-doo-bops e um ritmo de bem-estar que honestamente mostra muito mais esforço do que você pensaria que Keys gostaria de colocar neste estágio confortável de sua carreira". Mya Abraham da Vibe disse que "é uma jam feita para os amantes sobre ter uma abundância de amor e alegria que dura o ano todo e que embora pareça que há um sample não creditado dos Jackson 5 presente com a linha repetitiva, “it’s just Christmas time”, a música convidativa e original desbloqueia o mundo de “Keys-mas”.

## Faixas e formatos
| Download Digital |                        |         |  |
| N.º              | Título                 | Duração |  |
| 1.               | "December Back 2 June" | 2:43    |  |

## Histórico de lançamento
| País   | Data                  | Formato                     | Gravadora           |
| ------ | --------------------- | --------------------------- | ------------------- |
| Vários | 28 de Outubro de 2022 | Download digital, streaming | Alicia Keys Records |